# Enrico Mistretta
Enrico Mistretta (Roma, 10 dicembre 1939) è un editore, diplomatico, funzionario e docente universitario italiano.

## Biografia
Dopo studi filosofici alla Sapienza - Università di Roma e presso l'University College di Londra, subito dopo la laurea Mario Ubaldini, fondatore dell'editrice romana Astrolabio-Ubaldini, gli affidò la cura di una collana di epistemologia e filosofia del linguaggio intesa a diffondere in Italia quegli autori di filosofia analitica e di epistemologia che erano ancora quasi del tutto sconosciuti. Fu quindi chiamato, nel 1968, dalla Casa editrice Giuseppe Laterza & figli, dapprima come redattore e poi, dal 1971, come direttore editoriale, carica che terrà fino al 1992, accanto al Direttore generale Vito Laterza.
Durante la sua direzione ultraventennale, la casa editrice si arricchisce di molte nuove collane, triplica titoli e fatturato, ampliando i propri campi di interesse a tutte le discipline umanistiche e potenziando particolarmente la produzione storica e di "filosofia militante". Man mano che si dilata il ventaglio di discipline di cui la casa editrice si occupa, aumenta di conseguenza la rosa di consulenti editoriali specializzati; accanto ai consulenti già in carica (come Eugenio Garin, Tullio Gregory, Giuliano Procacci) si aggiungono Lucio Colletti, Federico Caffè, Lisa Foa, Tullio De Mauro, Marcello Pera, Andrea Giardina, Alberto Oliverio, Vittorio Vidotto, e altri. 
Sotto la sua direzione vengono inoltre lanciate delle innovative idee editoriali, come ad esempio la formula del libro-intervista, varata nel 1974 con la Intervista politico-filosofica di Lucio Colletti, seguita subito dopo dalla Intervista sul fascismo di Renzo De Felice e continuata con personaggi della politica, dell'arte, della letteratura, della scienza, quali Giulio Andreotti, Giorgio Amendola, Giorgio Napolitano, Guido Carli, Giulio Carlo Argan, Federico Fellini, Vittorio Gassman, Edoardo Amaldi, Luciano Berio, Ronald Laing, James Hillman, e molti altri. Dato il suo immediato successo, la formula editoriale fu ben presto imitata in vari Paesi europei e negli Stati Uniti. 
Altra formula editoriale varata sotto la sua direzione si basò sulla collaborazione sinergica di varie Cattedre universitarie, una Fondazione culturale (la Sigma-tau) e la Casa editrice Laterza: fu così possibile invitare anche alcuni fra i massimi studiosi europei e statunitensi a tenere dei corsi di lezione a Roma, a Milano, a Bologna, a Firenze ecc., subito trasformati in volume. Le Lezioni italiane (così fu chiamata la collana) hanno annoverato fra i loro autori studiosi come John David Barrow, Francisco Javier Varela, Wolf Lepenies, André Green, Alberto Oliverio, Isabelle Stengers, Hilary Putnam, Ilya Prigogine (per citare solo i primi titoli usciti).
Nel 1992,  fu chiamato dal Ministero degli Affari Esteri che lo inviò presso l'Ambasciata d'Italia a Bruxelles, con la qualifica di Consigliere d'Ambasciata, per partecipare ai lavori del Comitato Cultura dell'allora Comunità europea, composta da dodici Paesi, con l'obiettivo di tradurre su una scala più vasta le esperienze acquisite nella sua professione, e cercare pertanto di promuovere strategie di sviluppo dell'editoria europea e di sostegno all'editoria italiana. Come Consigliere d'Ambasciata, tuttavia, si occupò anche di varie problematiche della numerosa comunità italiana in Belgio; "... per la promozione dei migliori rapporti tra l'Italia e il Belgio" gli fu conferita la decorazione di Chevalier de l'Ordre de la Couronne.
Tornato a Roma, è stato per vari anni consulente del Consiglio di amministrazione dell'Istituto dell'Enciclopedia Italiana. 
Fino al 2012 ha tenuto un Corso magistrale sull'editoria e sulla storia del libro presso la Facoltà di Lettere e Filosofia dell'Università degli Studi Roma Tre.

Note
1. ↑  La Stampa, 30 maggio 2001[collegamento interrotto] in web.sky.mi.it
2. ↑   Schede Università Roma Tre, su 193.205.141.177. URL consultato il 28 ottobre 2009 (archiviato dall'url originale il 14 aprile 2009).
3. ↑  in mulino.it[collegamento interrotto]
4. ↑  Dalla lettera, datata 18 aprile 1995, dell'Ambasciatore del Belgio presso lo Stato Italiano André Onkelinx.